# Radvaň nad Laborcom
Radvaň nad Laborcom est un village de Slovaquie situé dans la région de Prešov.

## Histoire
Première mention écrite du village en 1440.

## Démographie

### Évolution de la population
| Année:               | 1994. | 2004.   | 2014.   | 2024.    |
| -------------------- | ----- | ------- | ------- | -------- |
| Nombre de personnes: | 571   | 591     | 575     | 517      |
| Différence:          |       | +3,50 % | -2,70 % | -10,08 % |

| Année:               | 2023. | 2024. |
| -------------------- | ----- | ----- |
| Nombre de personnes: | 517   | 517   |
| Différence:          |       | +0 %  |